# کاروانسرای چارگنبد
کاروانسرای چارگنبد، بنایی تاریخی مربوط به دوره قاجار است که در بخش ارسک شهرستان بشرویه و در مسیر جاده فردوس به دیهوک و ۴۰ کیلومتری دو راهی بشرویه واقع شده‌است. این اثر در تاریخ ۲۶ دی ۱۳۸۶ با شمارهٔ ثبت ۲۰۵۶۷ به‌عنوان یکی از آثار ملی ایران به ثبت رسیده است.